# Ousmane Bangoura

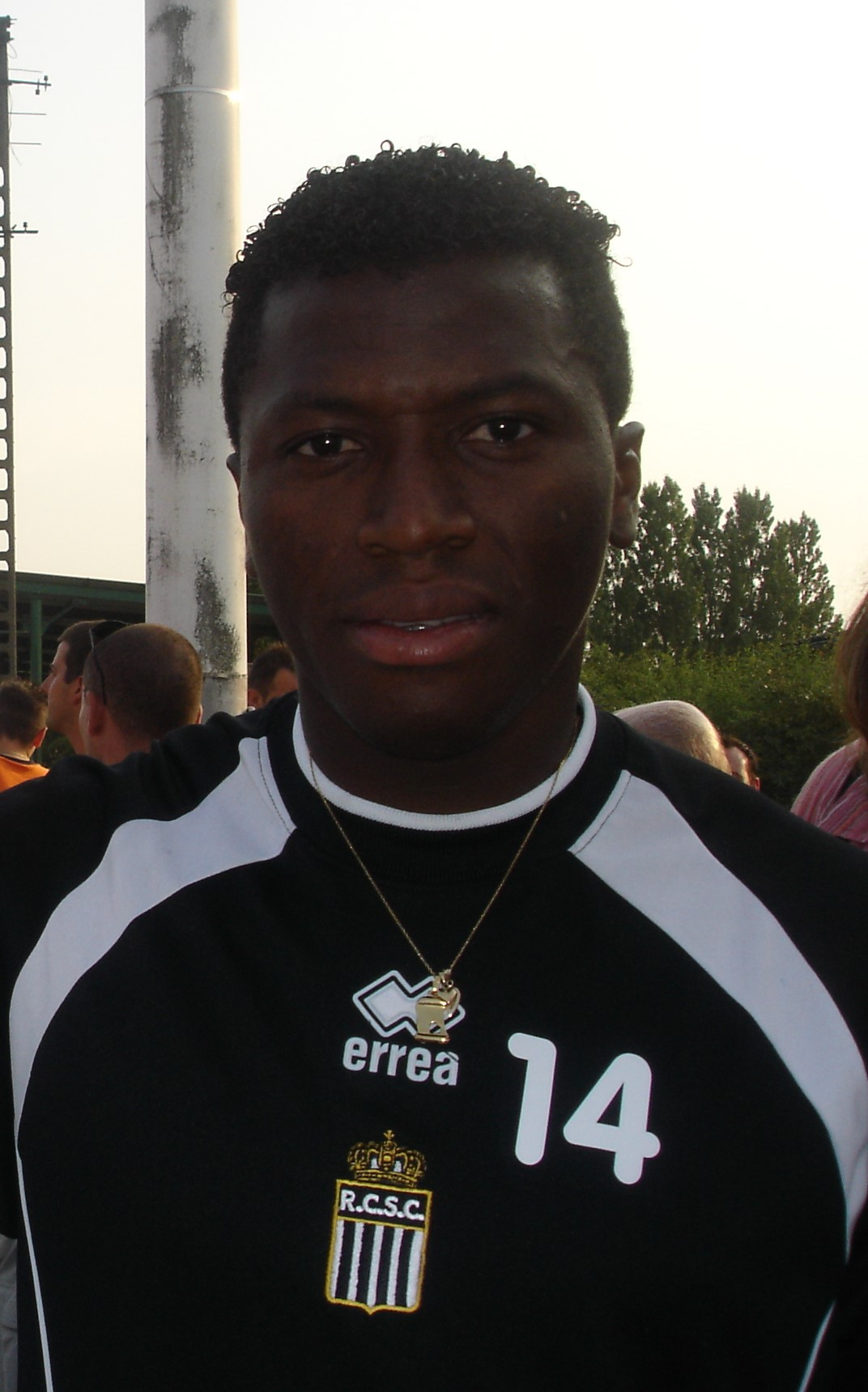
Ousmane Bangoura

Ousmane Bangoura (Conakry, 1 december 1979) is een voormalig Guineese profvoetballer.
Bangoura begon zijn profcarrière bij Chamois Niortais, waar hij vervolgens zeven seizoenen lang zou spelen in de Championnat Ligue 2. Na die zeven seizoenen verliet hij de club en ging hij aan de slag bij Sporting Charleroi. Bij Charleroi kwam hij in zijn eerste twee seizoenen nauwelijks aan spelen toe.
Wel zat Bangoura in de Guineese selectie tijdens de African Nations Cup 2006 en was hij de tweede doelpuntenmaker van zijn land in de met 2-0 gewonnen wedstrijd tegen Zuid-Afrika.
Het seizoen 2006-2007 begon Bangoura bij het Chinese Changsha Ginde, maar zijn carrière is op een trieste manier aan zijn einde gekomen. De aanvaller kreeg tijdens een oefenduel een tik in zijn gezicht en is daardoor aan één oog blind. Volgens de artsen kan het gezichtsvermogen niet meer worden hersteld. 
Momenteel is Bangoura jeugdtrainer bij Niort.

## Statistieken
| seizoen    | club               | land      | competitie          | wed. | goals |
| ---------- | ------------------ | --------- | ------------------- | ---- | ----- |
| 1997/97    | Chamois Niortais   | Frankrijk | Championnat Ligue 2 | 14   | 1     |
| 1998/98    | Chamois Niortais   | Frankrijk | Championnat Ligue 2 | 26   | 4     |
| 1999/99    | Chamois Niortais   | Frankrijk | Championnat Ligue 2 | 20   | 3     |
| 2000/01    | Chamois Niortais   | Frankrijk | Championnat Ligue 2 | 24   | 3     |
| 2001/02    | Chamois Niortais   | Frankrijk | Championnat Ligue 2 | 36   | 2     |
| 2002/03    | Chamois Niortais   | Frankrijk | Championnat Ligue 2 | 30   | 2     |
| 2003/04    | Chamois Niortais   | Frankrijk | Championnat Ligue 2 | 31   | 5     |
| 2004/05    | Sporting Charleroi | België    | Jupiler League      | 9    | 1     |
| 2005/06    | Sporting Charleroi | België    | Jupiler League      | 4    | 0     |
| 2006/07    | Changsha Ginde     | China     | China Super League  | ??   | ??    |
| Bijgewerkt | 11-10-2008         |           |                     |      |       |